# Moscow (Idaho)
Moscow település az Amerikai Egyesült Államok Idaho államában, Latah megyében, melynek megyeszékhelye is. Lakosainak száma 25 435 fő (2020. április 1.).

## Népesség
A település népességének változása:

| 2010 | 23 800 |
| 2020 | 25 435 |